# أبو الفوارس محمد بن ناصر الدولة

شجرة عائلة السلالة الحمدانية

أَبُو الفَوارِسِ مُحَمَّدِ بِنُ الحَسَن بْنُ أَبِي الهَيجَاءِ الحَمْدَانِي أو مُحَمَّدِ بِنُ نَاصِر الدَولة كان أميرًا حمدانيًا عَمل واليًا وقائدًا عسكريًا عند عمه سيف الدولة الحمداني أمير حلب.
وهو أحد أبناء ناصر الدولة أمير الموصل الحمداني. وفي سنة 337 هـ (948 م) عَيّنه عمه سيف الدولة والياً على عاصمته حلب. وفي عام 950 قاد حملة ضد الجيش البيزنطي الذي أغار على ضواحي أنطاكية، لكنه هُزم بخسائر كبيرة على يد القائد البيزنطي ليو فوكاس الأصغر .
وفي عام 959، قاد حملة أخرى ضد البيزنطيين، ولكن تم القبض عليه مع جميع ضباطه ومرافقيه من قبل ليو فوكاس. وظل في الأسر حتى تبادل الأسرى في 23 يونيو 966 في صمصاد، عندما أُطلق سراحه مع سجناء حمدانيين آخرين من ضمنهم الشاعر أبي فراس الحمداني.